# Nagurus onisciformis
Nagurus onisciformis är en kräftdjursart som beskrevs av Schmoelzer 1974. Nagurus onisciformis ingår i släktet Nagurus och familjen Trachelipodidae. Inga underarter finns listade i Catalogue of Life.